# مارگارت مید
مارگارت مید (به انگلیسی: Margaret Mead)؛ (۱۶ دسامبر ۱۹۰۱–۱۵ نوامبر ۱۹۷۸) انسان‌شناس فرهنگی آمریکایی بود. او برای پژوهش‌هایش دربارهٔ خانواده و پرورش کودکان در جامعه‌های مناطق جنوب اقیانوس آرام بسیار مشهور است و کتاب‌هایی همچون بلوغ در ساموآ (۱۹۲۸) و مراحل رشد در گینه نو (۱۹۳۰) را در همین زمینه نوشته‌است. جایزه‌های بسیاری به مارگارت مید اهدا شده‌است.
او از سال ۱۹۴۰ به برنامه عملیِ انطباق رژیم غذایی و بهداشت روانی با تحولات فناوری مشغول شد و همان زمان تحقیقاتی دربارهٔ خصوصیات ملی‌گرایی مدرن انجام داد که همردیف کارهای روث بندیکت بود. بعد از مرگ بندیکت، مدیریت حوزه پژوهش فرهنگ‌های معاصر دانشگاه کلمبیا بر عهده مید گذاشته شد. او در سال ۱۹۶۵ مدیر موزه تاریخ طبیعی آمریکا شد و در سال ۱۹۷۶ ریاست انجمن پیشرفت علوم آمریکا به وی سپرده شد.

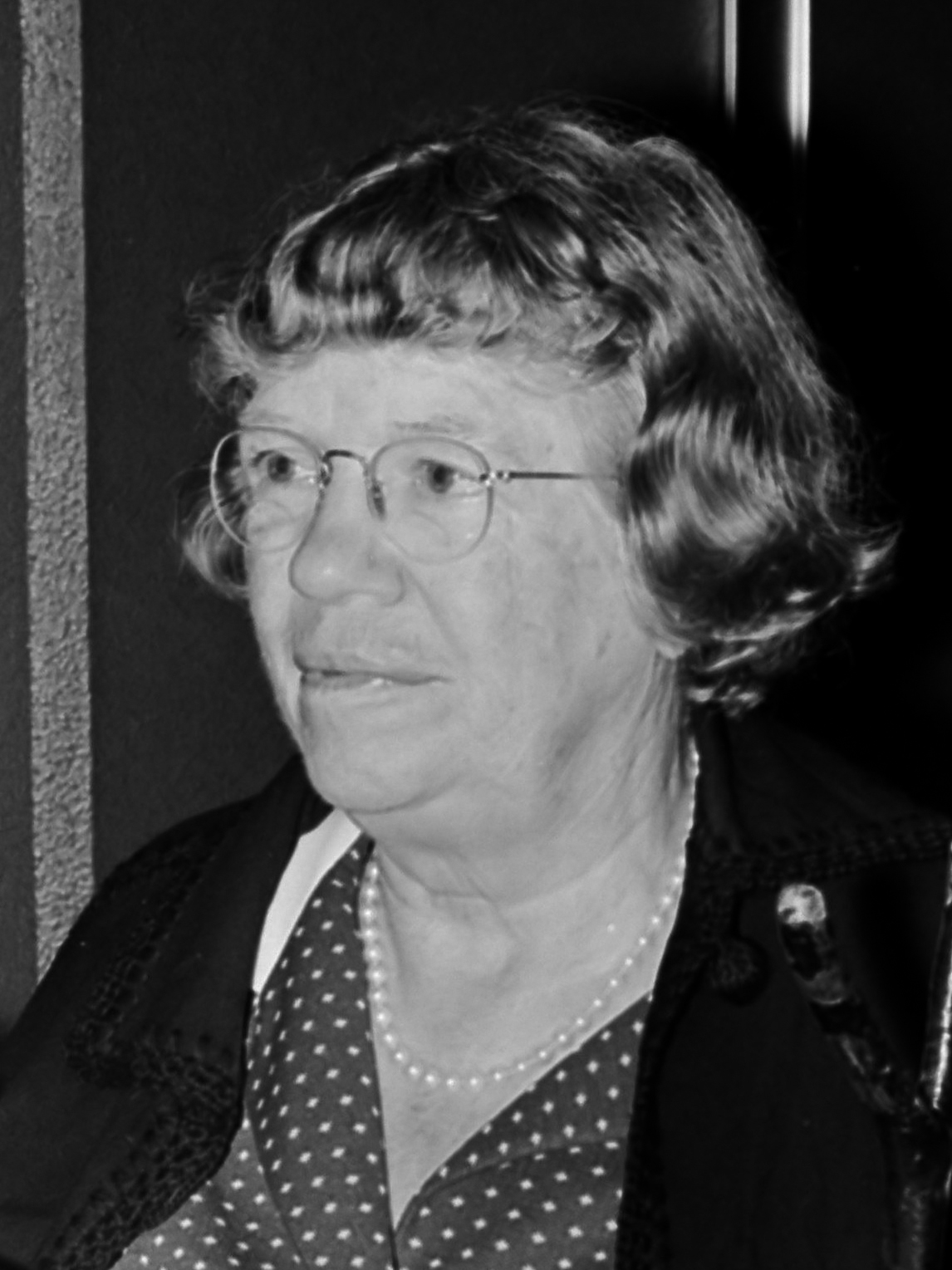
مارگارت مید، ۱۹۷۲

## تولد، زندگی اولیه خانوادگی و تحصیلات
مارگارت مید، نخستین فرزند از پنج فرزند، در فیلادلفیا زاده شد ولی در مجاورت دویلزتاون، پنسیلوانیا بزرگ شد. پدرش، ادوارد شروود مید، استاد امور مالی در مدرسه وارتون دانشگاه پنسیلوانیا بود و مادرش، امیلی (نی فاگ) مید، جامعه‌شناس بود که مهاجران ایتالیایی را مطالعه می‌کرد. خواهرش کاترین (۱۹۰۶–۱۹۰۷) در نه ماهگی درگذشت. این یک رویداد تلخ برای مید بود که نام دختر را گذاشته بود و افکار خواهر فوت شده اش سال‌ها در رویاهای او نفوذ کرده بود.
خانواده او مکرراً نقل مکان می‌کردند، بنابراین تحصیلات اولیه او توسط مادربزرگش انجام شد تا اینکه در ۱۱ سالگی توسط خانواده اش در مدرسه دوستان باکینگهام در لاهاسکا، پنسیلوانیا ثبت نام شد. خانواده او از ۱۹۱۲ تا ۱۹۲۶ مالک مزرعه  لانگلند بودند. او که در خانواده ای با دیدگاه‌های مختلف مذهبی زاده شده بود، به دنبال نوعی از دین بود که بیانگر ایمانی باشد که به‌طور رسمی با مسیحیت آشنایی داشت. بنابراین، او آیین‌های کلیسای اسقفی (ایالات متحده آمریکا) را متناسب با دین مورد نظر خود یافت. مید یک سال، ۱۹۱۹، در دانشگاه دی‌پاو تحصیل کرد، سپس به کالج بارنارد منتقل شد. مید در سال ۱۹۲۳ مدرک کارشناسی خود را از بارنارد گرفت، سپس نزد استاد فرانتس بواس و روث بندیکت در دانشگاه کلمبیا تحصیل کرد و مدرک کارشناسی ارشد خود را در سال ۱۹۲۴ گرفت. مید در سال ۱۹۲۵ برای انجام پژوهش‌های میدانی به ساموآ عزیمت کرد. در سال ۱۹۲۶، او به عنوان به عنوان دستیار سرپرست موزه تاریخ طبیعی آمریکا در شهر نیویورک ملحق شد. وی در سال ۱۹۲۹ دکترای خود را از دانشگاه کلمبیا گرفت.

## نشانه‌های بین‌المللی

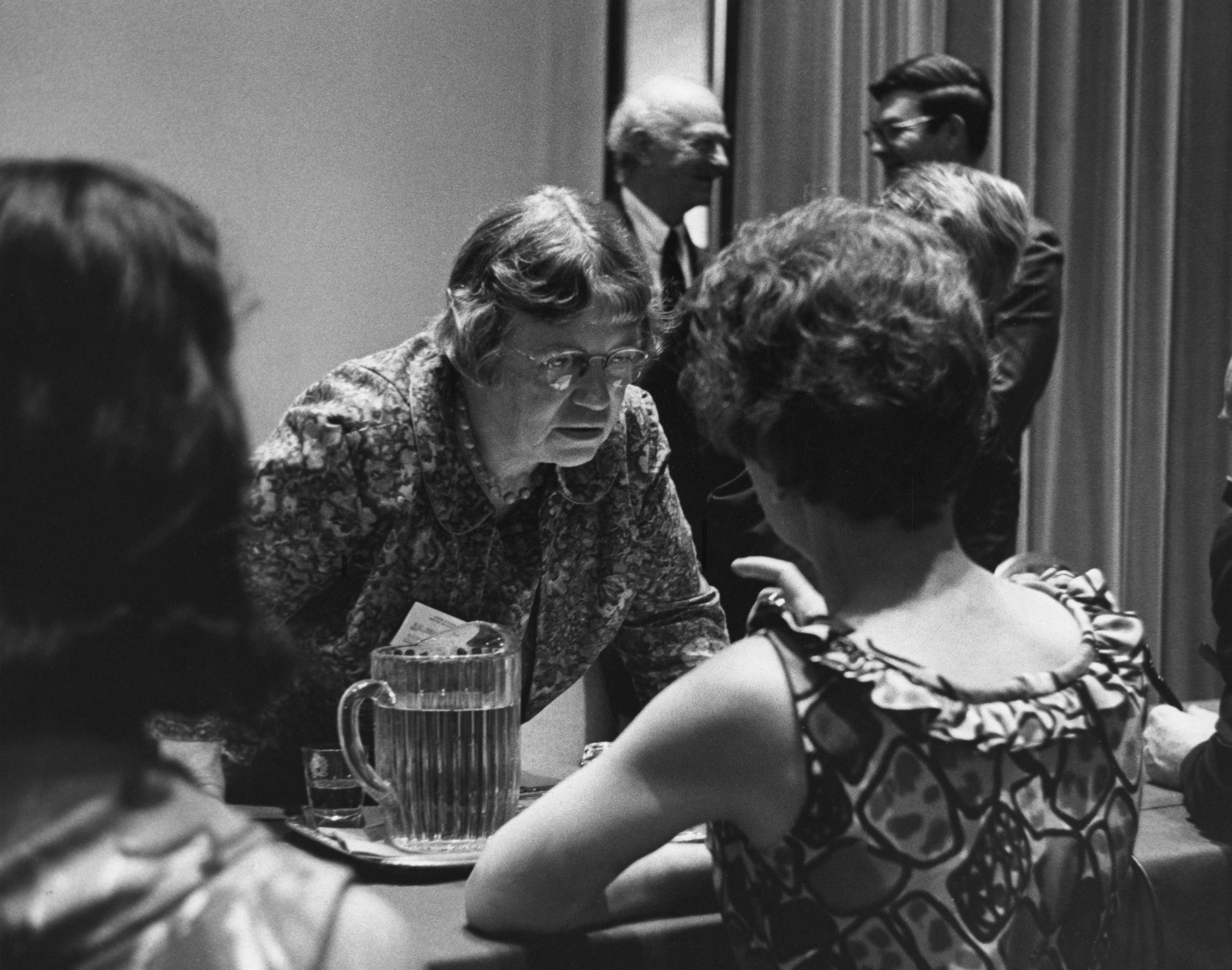
مید در آکادمی علوم نیویورک، ۱۹۶۸

مارگارت مید، مردم‌شناس فرهنگی می‌گوید:
جهان نیازمند مجموعه‌ای از نشانه‌ها و علایم بین‌المللی غیرمبهم است تا بتواند این علایم از سوی مردم ساکن کشورهای گوناگون با زبان‌ها و فرهنگ های مختلف و حتی اعضای فرهنگ‌های بدوی به آسانی فهمیده شود. 
اگر چنین شود انسان‌ها قادر به تحرک بیشتر در جهان خواهند بود و دیگر مسافران گرسنه و وحشت‌زده و سردرگمی را کمتر می‌توان دید که به کندی سفر خود را ادامه می‌دهند.

## کتاب‌شناسی

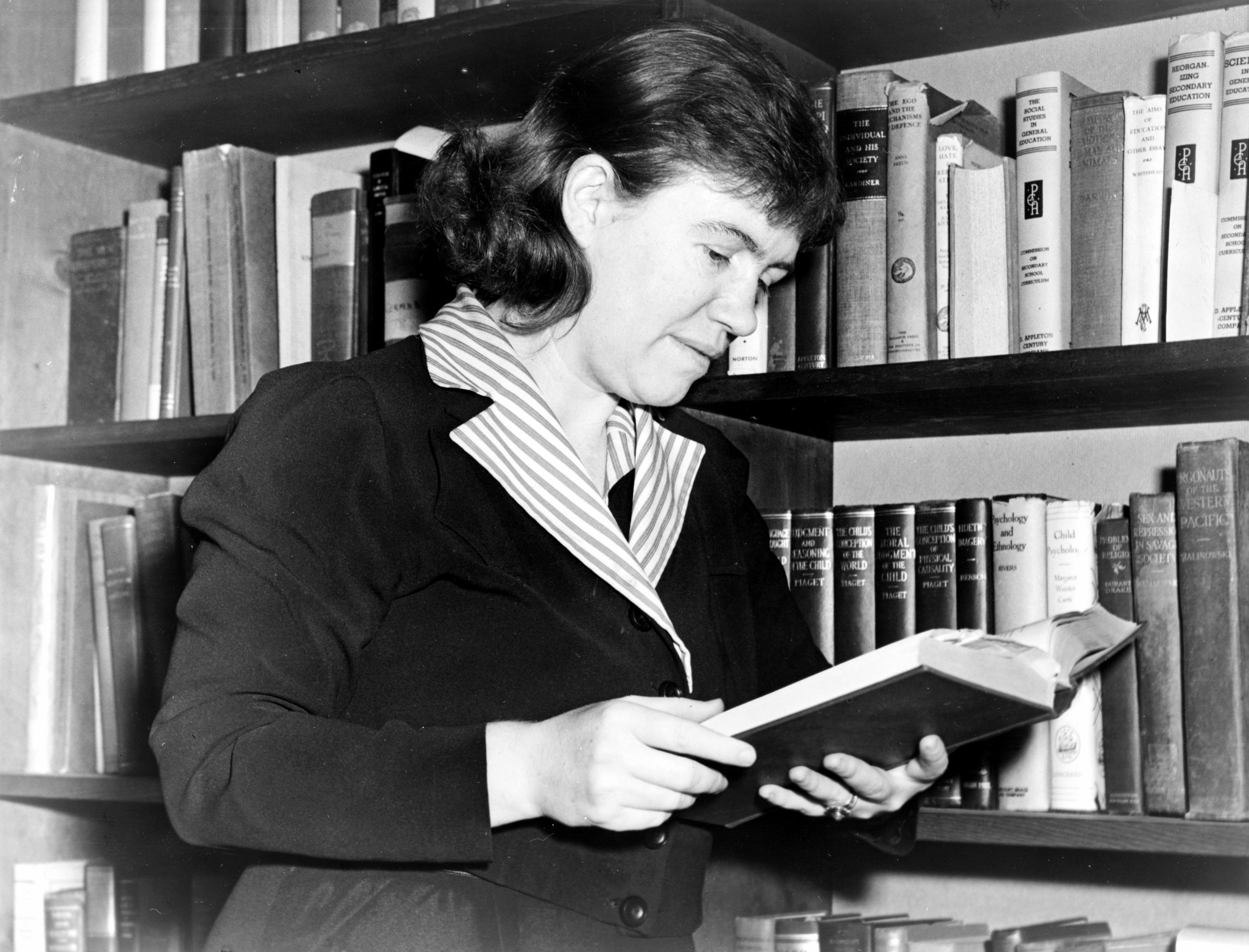
مارگارت مید، حدود ۱۹۵۰